# Пейс (Флорида)
Пейс (англ. Pace) — переписна місцевість (CDP) в США, в окрузі Санта-Роза штату Флорида. Населення — 24 684 особи (2020).

## Географія
Пейс розташований за координатами 30°37′0″ пн. ш. 87°9′53″ зх. д. / 30.61667° пн. ш. 87.16472° зх. д. (30.616737, -87.164733).  За даними Бюро перепису населення США в 2010 році переписна місцевість мала площу 63,49 км², з яких 62,75 км² — суходіл та 0,74 км² — водойми.

## Демографія
Згідно з переписом 2010 року, у переписній місцевості мешкало 20 039 осіб у 7365 домогосподарствах у складі 5725 родин. Густота населення становила 316 осіб/км².  Було 7956 помешкань (125/км²).
Расовий склад населення:
| - 92,1 % — білих - 1,9 % — чорних або афроамериканців - 1,5 % — азіатів - 1,0 % — корінних американців - 0,1 % — вихідців з тихоокеанських островів |

До двох чи більше рас належало 2,7 %. Частка іспаномовних становила 3,6 % від усіх жителів.
За віковим діапазоном населення розподілялося таким чином: 26,0 % — особи молодші 18 років, 62,2 % — особи у віці 18—64 років, 11,8 % — особи у віці 65 років та старші. Медіана віку мешканця становила 39,3 року. На 100 осіб жіночої статі у переписній місцевості припадало 95,8 чоловіків;  на 100 жінок у віці від 18 років та старших — 93,6 чоловіків також старших 18 років.
Середній дохід на одне домашнє господарство  становив 75 253 долари США (медіана — 61 180), а середній дохід на одну сім'ю — 82 086 доларів (медіана — 68 595). Медіана доходів становила 52 109 доларів для чоловіків та 33 067 доларів для жінок. За межею бідності перебувало 8,5 % осіб, у тому числі 10,7 % дітей у віці до 18 років та 5,4 % осіб у віці 65 років та старших.
Цивільне працевлаштоване населення становило 10 045 осіб. Основні галузі зайнятості: освіта, охорона здоров'я та соціальна допомога — 22,4 %, мистецтво, розваги та відпочинок — 10,8 %, фінанси, страхування та нерухомість — 10,1 %, будівництво — 10,0 %.